# ソユーズMS-14
ソユーズMS-14は、国際宇宙ステーション（ISS）にソユーズ宇宙船を送るミッションである。ソユーズ_2.1aロケットに採用された打ち上げ脱出システムのテストのため無人で打ち上げられた。
打ち上げは2019年8月22日03:38UTCに成功した。2019年8月24日05:30UTCに行われた一度目のドッキングは失敗し、2019年8月27日03:08 UTCに二度目のドッキングで成功した。
33年ぶりに無人で打ち上げられたソユーズ宇宙船であり、本機は初めてソユーズ2.1aロケットを使って打ち上げられるソユーズMSである。また、ISSに無人のソユーズがドッキングしたのも初である。本ミッションでは、新型の航法システムや姿勢制御システムなどの試験も行われた他、宇宙空間作業用のヒューマノイドロボットFEDOR、EUSO計画に使用する望遠鏡などが積み込まれた。
2019年9月6日 21:32 UTC、FEDORを乗せ、無人で目標としたカザフスタン共和国カラガンダ州ジェスカスガン南東部の草原に無事着陸した
今回、無人でISSを往復して得られた結果は、開発中の無人貨物船ソユーズGVKの設計にも活かされる。

## ISSとのドッキング失敗についての詳細
2019年8月24日、ソユーズMS-14とISSのドッキングにおいて、ISS側のポイスクドッキングポートとソユーズに搭載されたクルス自動ドッキングシステムとの間のコンポーネントに問題が発生したため、ドッキング作業を停止し、ソユーズMS-14を安全距離に退避させた。
2019年8月27日、ISSのズヴェズダ側ドッキングポートにてソユーズMS-14がドッキングに成功。

## 以前の計画
ソユーズMS-14は国際宇宙ステーションに第61次長期滞在クルーを送り届けるために2019年10月の打ち上げを予定している有人宇宙船で、143機目のソユーズ宇宙船である。ロシア人のコマンダーとフライトエンジニア、アメリカ人フライトエンジニアの計3名が搭乗する。

### クルー
| 地位                 | メンバー                                                        | メンバー                                                        |
| -------------------- | --------------------------------------------------------------- | --------------------------------------------------------------- |
| コマンダー           | ニコライ・チコノフ, RSA 第61次長期滞在 1回目の宇宙飛行          | ニコライ・チコノフ, RSA 第61次長期滞在 1回目の宇宙飛行          |
| フライトエンジニア 1 | アンドレイ・バブキン, RSA 第61次長期滞在 1回目の宇宙飛行        | アンドレイ・バブキン, RSA 第61次長期滞在 1回目の宇宙飛行        |
| フライトエンジニア 2 | クリストファー・キャシディ, NASA 第61次長期滞在 3回目の宇宙飛行 | クリストファー・キャシディ, NASA 第61次長期滞在 3回目の宇宙飛行 |